# Kim Peek
Laurence Kim Peek, né le 11 novembre 1951 à Salt Lake City et mort dans cette même ville le 19 décembre 2009, est un Américain atteint du syndrome du savant. Tout en étant doué d'une mémoire eidétique, il souffrait de difficultés dans la vie en société, possibles résultats d'anomalies congénitales du cerveau. Il a inspiré le personnage principal du film Rain Man.

## Biographie
Laurence Kim Peek naît le 11 novembre 1951 à Salt Lake City. Son père Fran lui donne ses deux prénoms en référence au comédien Laurence Olivier et au roman Kim de Rudyard Kipling.
Il est né avec une macrocéphalie, sans corps calleux (le tissu assurant la liaison entre les deux hémisphères cérébraux), le cervelet endommagé, sans commissure antérieure. Cette absence de connexion entre les hémisphères est appelée syndrome du cerveau scindé (en anglais split-brain). Il était cependant doué d'une capacité mnésique développée, ce qui a conduit certains scientifiques à l'hypothèse que, malgré l'absence de corps calleux, ses neurones pouvaient établir des connexions entre eux.
Selon son père Fran, il fut capable de mémoriser des informations dès l'âge de 16 mois. Il mémorisait des livres entiers. Une fois lus, il les déposait à l'envers sur une étagère pour éviter de les relire, pratique qu'il aurait conservée jusqu'à son décès. Il a adopté ce comportement avant de savoir marcher, ce à quoi il parvint à l'âge de 4 ans, bien qu'il conservât une démarche oblique.

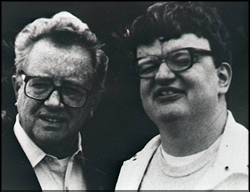
Fran et Kim Peek.

Depuis 1969, il travaillait dans un centre de travail pour personnes en situation de handicap.
Il a mémorisé une quantité impressionnante d'informations, sur des sujets très divers : histoire, littérature, géographie, nombres et arithmétique, sports, musique et dates. Il se souvenait d'environ 12 000 livres entièrement. Ses médecins le comparaient à un moteur de recherche sur Internet.[réf. nécessaire]
Il était capable de lire à une vitesse de dix secondes par page (soit près d'un livre par heure) et en retenant près de 98 % des informations. Il était capable de voir la page gauche d'un livre avec son champ visuel gauche et la page droite d'un livre avec son champ visuel droit, de sorte qu'il pouvait lire les deux pages simultanément. Il avait également développé des zones de langage dans les deux hémisphères, ce qui est très rare chez les patients atteints de division du cerveau.
Ses facultés intellectuelles lui permettaient aussi de calculer mentalement des opérations complexes ; par exemple, il préparait de tête des feuilles de calculs pour les salaires au centre de travail.
À partir de 2002, il développa un talent pour le piano. Le désir lui en était venu spontanément, car il n'avait jamais fait montre de dons musicaux auparavant, même s'il pouvait mémoriser des symphonies entières et s'en souvenir des dizaines d'années plus tard. Il pouvait aussi commenter le morceau qu'il était en train de jouer, ou comparer différents morceaux de musique avec ceux qu'il avait déjà entendus. Il pouvait également, à l'écoute, distinguer quel instrument jouait, sur quelle portée, et adorait deviner les compositeurs de nouveaux morceaux en les comparant avec les milliers d'échantillons qu'il avait en mémoire.
En revanche, il ne savait pas boutonner sa chemise et éprouvait des difficultés dans les activités motrices quotidiennes, comme se brosser les dents ou mettre ses chaussures, probablement à cause de son cervelet défaillant. Aux tests de QI, il obtenait un score général inférieur à la moyenne, mais d'excellents résultats dans des domaines spécifiques : cela a mené à la conclusion que de tels tests ne constituaient pas des outils adéquats pour mesurer ses capacités.
Comme la plupart des personnes développant le syndrome du savant, Kim Peek avait des difficultés à accéder psychologiquement à l'abstraction et à l'humour. Son père a relevé que son sens de l'humour s'était développé en 2004, et ses capacités à associer les informations montraient des facultés créatives. Il éprouvait toutefois encore des difficultés à interpréter le sens d'un proverbe ou d'une métaphore.
En 1984, le scénariste Barry Morrow l'a rencontré à Arlington, au Texas. Ce fut sa source d'inspiration pour le film Rain Man (1988). Dustin Hoffman aussi l'a rencontré, ainsi que d'autres personnes autistes, dans le but de s'imprégner de leur spécificité. À la suite de ce film, Kim Peek a été régulièrement invité à différentes émissions de télévision.
En 2004, des scientifiques de la NASA lui ont fait subir de nombreux tests, dont des tomographies et des IRM. Ils souhaitaient comparer l'évolution de son cerveau depuis les derniers tests faits en 1988.
Il est mort d'un arrêt cardiaque le 19 décembre 2009 à Salt Lake City, dans l'Utah, à l'âge de 58 ans,.